# Murrisk
Murrisk (irisch Muraisc) ist ein Ort mit ca. 200 Einwohnern im irischen County Mayo, südlich der Clew Bay. Er liegt rund 6 km westlich von Westport und 2 km östlich von Lecanvey. Der Ort liegt am Fuße des berühmtesten Pilgerberges Irlands, des Croagh Patrick. Jedes Jahr, am letzten Sonntag im Juli, starten von dort aus rund 25.000 Pilger ihre Wanderung auf den Berg.

## Sehenswürdigkeiten

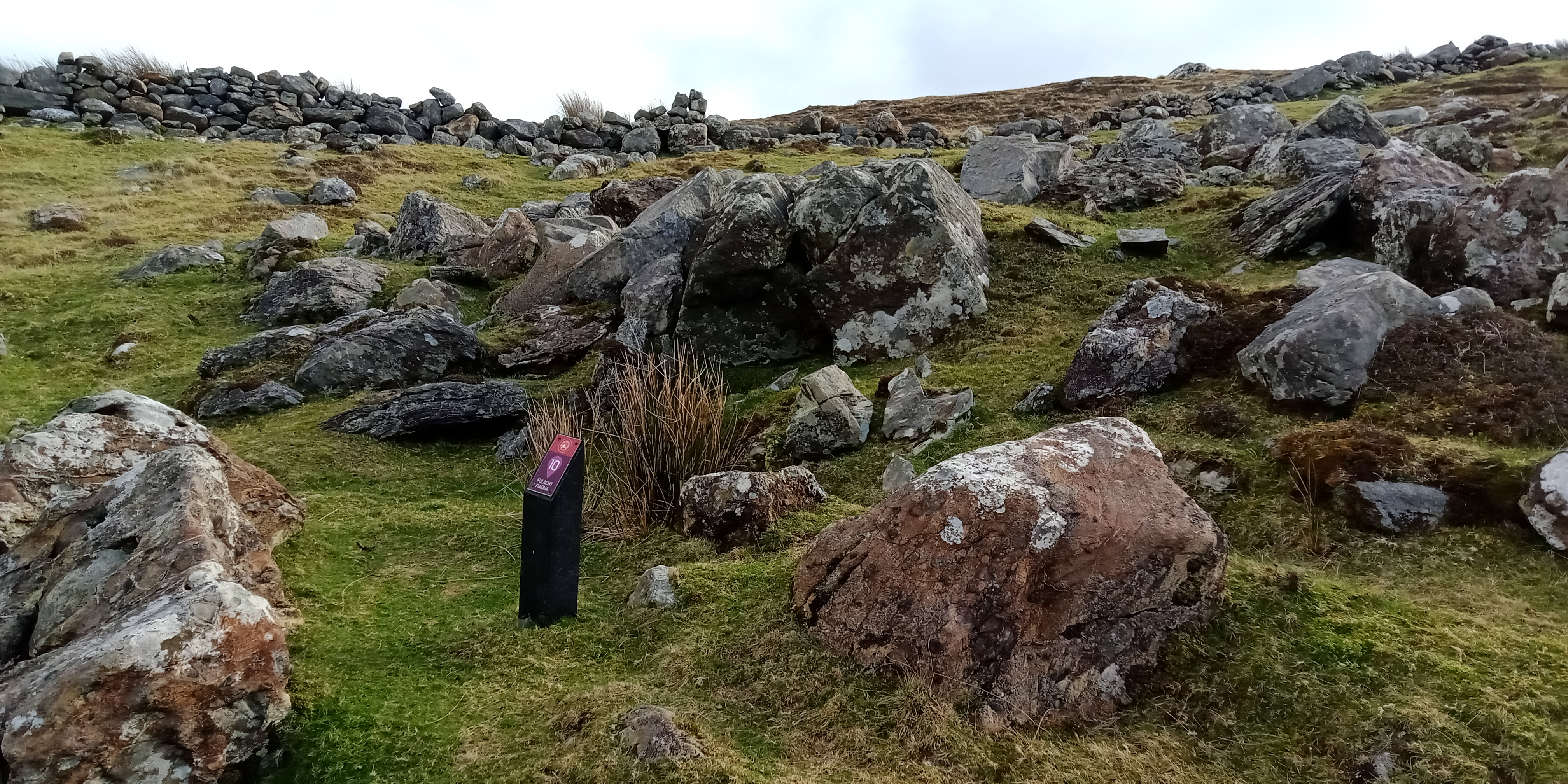
Burnt Mound von Murrisk Loop

- Die Gedenkstätte an die Große Hungersnot in Irland, das National Famine Memorial, wurde von John Behan gestaltet. Der Dubliner Künstler (* 1938) schuf ein Schiff in Form eines Sarges, in dem sterbende Menschen liegen. Das Denkmal wurde 1997 von der irischen Präsidentin Mary Robinson eingeweiht.
- Die Ruinen der Murrisk Abbey auf der Seeseite des Ortes sind ein irisches National Monument und waren eine Augustinerabtei, die 1457 von der Familie O’Malley gegründet wurde.

Die Menhire von Murrisk stehen im Stadtgebiet, in der Nähe der Küste der Ummeraboy Bay:

## Religion
In Murrisk ist sowohl die römisch-katholische wie auch die Konfession der Church of Ireland vertreten. In beiden Kirchen gehört der Ort zur Gemeinde Oughaval.